# 야이켈롭테루스
야이켈롭테루스(Jaekelopterus)는 바다전갈에 속하는 멸종된 한 속이다. 야이켈롭테루스 레나니아이(Jaekelopterus rhenaniae) 1종이 속해 있다. 몸길이는 2.5 미터(8 피트)로, 지금까지 발견된 가장 큰 절지동물중 하나이다. 이들은 대략 3억 9천만년 전에 살았다. "바다"전갈이라고 불리기는 하지만 야이켈롭테루스는 강과 호수의 민물에 살고, 바닷물에는 살지 않았던 것으로 추측된다. 브리스틀 대학교의 시몬 브래디와 마커스 포츠맨의 저널 《Biology Letters》(2007년 11월)에서는 46센티미터 크기의 협각(입의 집게모양 뿔)이 묘사되고 집게발의 비율을 통해 전체 몸 길이를 유추해 냈다.
화석은 독일에 있는 데본기 초기 Klerf Formation Lagerstätte에서 발견되었다.

## 같이 보기
- 바다전갈의 목록